# يحيى بن الزيتوني
أبو زكريا يحيى بن الزيتوني شاعر وأديب مغربي من أهل فاس. قدم إلى إشبيلية عند بني عباد في فترة حكم المعتضد بن عباد. يذكر معاصروه لباقته ورده الذكي عندما حاول ابن زيدون إحراجه أمام المعتضد وباقي الحاضرين، 
ويروي في ذلك ابن بسام الشنتريني في كتابه الذخيرة في محاسن أهل الجزيرة:
| يحيى بن الزيتوني | قال له ابن زيدون أبو الوليد يوما، وهو بين يدي المعتضد وكأنه استجهله، أو أراد أن يفحمه ويخجله: أفاسي أنت يا أبا زكريا - يوهم أنه يسأله عن بلده وخبأ له فيها شيئا فهمه يحيى بصفاء خلده، وأجابه سريعا بفضل توقده، فقال: منسوب - أعزك الله - فأعجب به عباد؛ ولج ابن زيدون فقال: نعم الفتى أبو زكرياء، وفهم ابن الزيتوني تصحيفه، فصدمه بمثله، ورماه بشكله، فقال له - وقبل يده - : عبدك أعزك الله، فخجل أبو الوليد وتشور، واستخف الطرب جميع من حضر. | يحيى بن الزيتوني |